# 千葉県建設業協会
一般社団法人千葉県建設業協会（いっぱんしゃだんほうじんちばけんけんせつぎょうきょうかい）は、千葉県に本店、支店又は常設的な営業所等を有する建設業許可業者の会員で構成されている一般社団法人である。
会員数は507社（2020年11月現在）。

## 概要
- 所在地：千葉県千葉市中央区中央港1-13-1 千葉県建設業センター5F

### 目的
建設業を技術的、経済的及び社会的に向上させ、その経営の改善合理化を図り、もって公共の福祉の向上増進に寄与することを目的としている。

### 沿革
- 1947年（昭和22年）9月 - 千葉県建設業協会設立
- 2012年（平成24年）4月 - 一般社団法人千葉県建設業協会に名称変更

### 支部一覧
千葉県内に14か所の支部
- 千葉支部
- 京葉支部
- 市原支部
- 東葛支部
- 北総支部
- 香取支部
- 銚子支部
- 八日市場支部
- 山武支部
- 長生支部
- 夷隅支部
- 鴨川支部
- 館山支部
- 君津支部

### 商標登録
造語の「建者（けんじゃ）」を2019年（令和元年）6月21日に商標登録。